# Rhizogeniates clypeatus
Rhizogeniates clypeatus är en skalbaggsart som beskrevs av Ohaus 1928. Rhizogeniates clypeatus ingår i släktet Rhizogeniates och familjen Rutelidae. Inga underarter finns listade i Catalogue of Life.